# Diablock (Kentucky)
Diablock es un lugar designado por el censo ubicado en el condado de Perry en el estado estadounidense de Kentucky. En el Censo de 2010 tenía una población de 453 habitantes y una densidad poblacional de 828,93 personas por km².

## Geografía
Diablock se encuentra ubicado en las coordenadas 37°13′43″N 83°10′16″O / 37.22861, -83.17111. Según la Oficina del Censo de los Estados Unidos, Diablock tiene una superficie total de 0.55 km², de la cual 0.51 km² corresponden a tierra firme y (6.16%) 0.03 km² es agua.

## Demografía
Según el censo de 2010, había 453 personas residiendo en Diablock. La densidad de población era de 828,93 hab./km². De los 453 habitantes, Diablock estaba compuesto por el 96.91% blancos, el 1.55% eran afroamericanos, el 0.44% eran amerindios, el 0.44% eran asiáticos, el 0% eran isleños del Pacífico, el 0.44% eran de otras razas y el 0.22% pertenecían a dos o más razas. Del total de la población el 1.77% eran hispanos o latinos de cualquier raza.